# Beidweiler
Beidweiler (luxemburgiska: Beidler) är en ort i kommunen Junglinster i Luxemburg. Orten hade 243 invånare (2018). Beidweiler ligger cirka 18 km nordost om staden Luxemburg.